# Mira Krummenauer
Mira Krummenauer (* 3. September 1982) ist eine ehemalige deutsche Fußballspielerin. Sie wurde 2000 und 2001 Europameisterin mit der U18-Nationalmannschaft.

## Karriere

### Vereine
Krummenauer gehörte von 1998 bis 2001 dem 1. FC Saarbrücken an, für den sie in der Bundesliga Punktspiele bestritt, in den letzten beiden Saisons 34, in denen sie sechs Tore erzielte. Sportlich als Letztplatzierter abgestiegen, verblieb ihr Verein jedoch erstklassig, da der FFC Flaesheim-Hillen in die Insolvenz ging und aufgelöst wurde sowie die Sportfreunde Siegen die keine Lizenz für die kommende Bundesliga-Spielzeit erhielten. Krummenauer wechselte zum Ligakonkurrenten und amtierenden Double-Gewinner 1. FFC Frankfurt, für den sie in zehn Punktspielen zum Einsatz kam und am Ende ihrer Premierensaison mit der errungenen Meisterschaft und dem Pokalgewinn ihre ersten beiden Titel gewann. Diesen Erfolg konnte sie am Ende der Folgesaison mit ihrer Mannschaft wiederholen. 2004 hieß der Deutsche Meister und Pokalsieger 1. FFC Turbine Potsdam, den man im Pokalfinale am 29. Mai im Olympiastadion Berlin mit 0:3 unterlegen war, wie auch am 28. Mai 2005 an selber Stätte mit demselben Ergebnis. Die Meisterschaft 2005, hingegen ging erneut an ihre Mannschaft, die nur eine Niederlage hinnehmen musste.
Von 2005 bis 2009 spielte sie für deren zweite Mannschaft in der 2. Bundesliga. Später spielte sie bis 2018 für den MFFC Wiesbaden in der Hessenliga. Die Saison 2018/19 spielte sie für den TSV Schott Mainz in der drittklassigen Regionalliga Südwest, bevor sie zum MFFC Wiesbaden zurückkehrte, bei dem sie 2021 ihre aktive Laufbahn beendete. Die Inhaberin der B+-Lizenz des DFB übernahm 2023 das Traineramt beim SV Erbenheim in der Kreisoberliga Wiesbaden.

### Nationalmannschaft
Krummenauer spielte für die U18-Nationalmannschaft, mit der sie an der vom 27. Juli bis 4. August 2000 in Frankreich ausgetragenen Europameisterschaft teilnahm und in Boulogne-sur-Mer mit dem 4:2-Sieg über die Auswahl Spaniens den Titel gewann, wie auch am 28. Juli 2001 in Lillestrøm beim 3:2-Sieg über die Auswahl Norwegens.

## Erfolge
Nationalmannschaft
- U18-Europameister 2000, 2001

1. FFC Frankfurt
- Deutscher Meister 2002, 2003, 2005
- DFB-Pokal-Sieger 2002, 2003, -Finalist 2004, 2005